# كيمبتون غريني
كيمبتون غريني (بالإنجليزية: Kempton Greene)‏ هو ممثل أمريكي، ولد في 28 يونيو 1890 في فيلادلفيا في الولايات المتحدة، وتوفي في 17 مايو 1939 في ترنتون في الولايات المتحدة.

## وصلات خارجية
- كيمبتون غريني على موقع IMDb (الإنجليزية)
- كيمبتون غريني على موقع تيرنر كلاسيك موفيز (الإنجليزية)
- كيمبتون غريني على موقع أول موفي (الإنجليزية)